# Santa Eulalia de Oscos
Santa Eulalia de Oscos – gmina w Hiszpanii, w prowincji Asturia, w Asturii, o powierzchni 47,12 km². W 2011 roku gmina liczyła 503 mieszkańców.